# Mitsubishi Tredia
 (mars 2018).
Si vous disposez d'ouvrages ou d'articles de référence ou si vous connaissez des sites web de qualité traitant du thème abordé ici, merci de compléter l'article en donnant les références utiles à sa vérifiabilité et en les liant à la section « Notes et références ».
Cet article possède un paronyme, voir Trédias.
La Tredia est une berline du constructeur automobile japonais Mitsubishi produite de 1982 à 1990. 
Son nom est censé être dérive du logo Three diamonds de Mitsubishi. Aux côtés de la Cordia et de la Starion, il s'agissait d'une des premières Mitsubishi à être exportées en Amérique du Nord.

## Histoire
Conçues pour s'adapter entre les modèles existants Galant et Lancer pour augmenter la gamme globale des véhicules de tourisme, les Tredia et Cordia étaient des voitures à traction avant et étaient similaires à la conception de la Mirage moderne (appelée Colt en Europe). Le style de ces voitures a été remanié en 1983 et elles sont passées au quatre roues motrices en 1984. La gamme de moteurs a été révisée en 1985 pour permettre aux voitures de fonctionner avec de l'essence sans plomb. Les voitures du marché américain avaient une apparence quelque peu différente, avec des pare-chocs considérablement plus grands et des phares scellés non intégrés. Aux États-Unis, la Tredia était disponible en version Base, L et LS avec le moteur G63B de 2.0 de cylindrée (88 cv) et le Turbo, avec le G62B de 1.8 de cylindrée (116 cv). La Tredia était assemblée en Nouvelle-Zélande  par Todd Motors et plus tard par Mitsubishi New Zealand. Elle était assemblée conjointement avec la Cordia avec laquelle elle a partagé beaucoup de pièces. Les Tredia étaient importées comme kits CKD et ont été construites avec environ 40 % de contenu local, y compris le verre, le rembourrage, la moquette, les faisceaux de câble et les radiateurs. La Mitsubishi Tredia était généralement proposé avec un équipement comparativement complet, comprenant généralement des appuie-têtes arrière, un volant réglable et un indicateur graphique de chaleur et de ventilation (flèches colorées montrant comment l'air se déplace dans la cabine).